# كيتزالكواتل

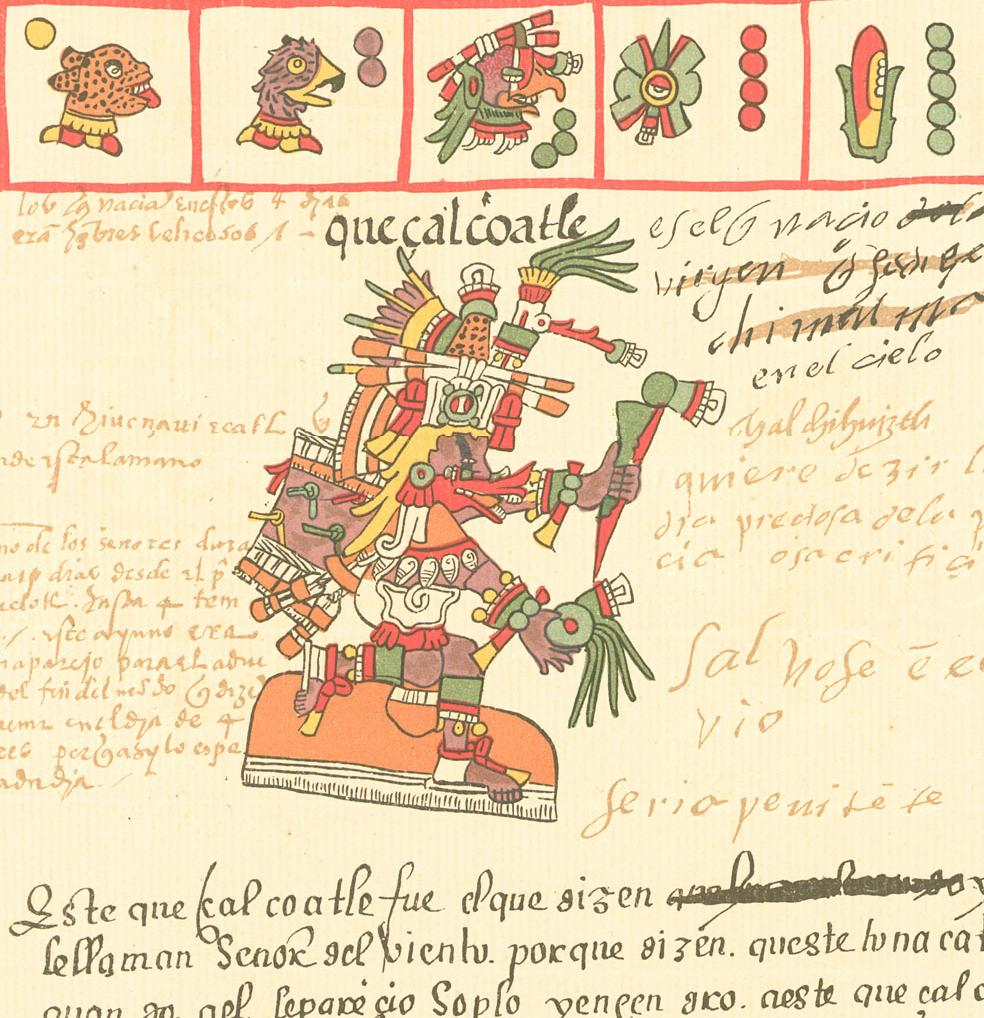
كيتزالكواتل في أحد رسومات كوديكس تيليريانو ريمينسيس (Codex Telleriano-Remensis)

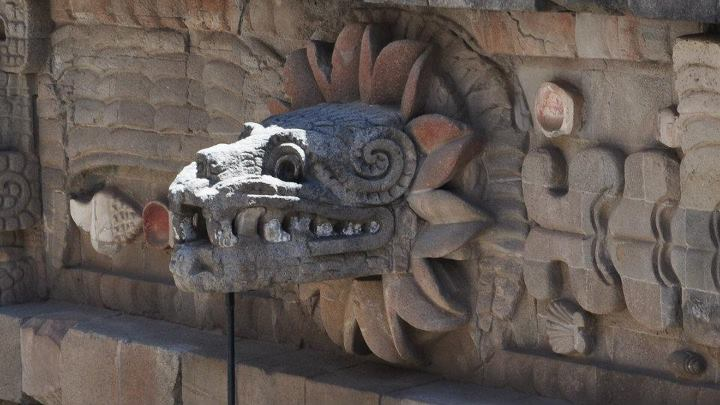
كيتزالكواتل في صورة الثعبان ذو الريش في كوديكس تيليريانو ريمينسيس

كيتزالكواتل (Quetzalcoatl) هو إله قديم في وسط أمريكا، يرجع اسمه إلى لغة الـناواتل ويعني «الثعبان ذو الريش». ظهرت عبادة الثعبان ذي الريش للمرة الأولى في تيوتيهواكان (Teotihuacan) في القرن الأول قبل الميلاد أو القرن الأول بعد الميلاد. وتقع هذه الفترة بين نهايات العصر ما قبل الكلاسيكي إلى بدايات العصر الكلاسيكي (400 قبل الميلاد-600بعد الميلاد) في التسلسل الزمني لأمريكا الوسطى. وقد بدأ تقديس ذلك الإله في الانتشار في أمريكا الوسطى في أواخر العصر الكلاسيكي (600-900 قبل الميلاد).
أما في العصر ما بعد الكلاسيكي، (900-1519 قبل الميلاد)، فكانت عبادة الثعبان ذو الريش متمركزة في مدينة تشولولا (Cholula) المكسيكية، والتي كانت تعد المركز الديني للمكسيك آنذاك. وفي هذه الفترة، أطلق سكان ناهوا (Nahua) اسم «كيتزالكواتل» على إله الثعبان ذو الريش. وبالإضافة إلى ذلك، كان إله الثعبان ذو الريش موجودًا في ثقافة الـمايا، ولكن باسم كوكولكان (Kukulcan) أو قوقوماتز (Gukumatz)، واللذان يشيران أيضًا إلى «الثعبان ذي الريش» في لغات المايا. وفي القرن السادس عشر، بعد الغزو الأسباني، حاولت بعض المصادر أن تقدم وصفًا للإله «كيتزالكواتل»، وأن تربطه بحاكم مدينة تولان (Tollan) الأسطوري، والذي كان يُسمى «سي أكاتل» (Ce Acatl) و «توبيلتزين» (Topiltzin) و «ناكسيتل» (Nacxitl) و«كيتزالكواتل».(Quetzalcoatl).
اختلف المؤرخون في تحديد مدى صحة تلك الأساطير الموجودة عن حاكم الـتولتك (Toltec)، توبيلتزين سي أكاتل كيتزالكواتل (Topiltzin Ce Acatl Quetzalcoatl) مع الحقيقة، إذا كان لها أي أساس من الصحة. وعلاوة على ذلك، حاول بعض رجال الدين في إسبانيا أن يربطوا الإله-الحاكم «كيتزالكواتل» بـإرنان كورتيس (Hernán Cortés) أو توما، ولكن ذلك الافتراض أيضًا محل شك وجدل كثير حول طبيعة «كيتزالكواتل».
تعد المصادر الموجودة عن معتقدات الـآزتك من أكثر المصادر الموثقة تاريخيًا، وقد ربطت تلك المصادر الإله «كيتزالكواتل» بآلهة الرياح، وكوكب الزهرة، والفجر، والتجار، والفنون، والحرف، والمعرفة. كما كان كيتزالكواتل الإله الراعي للعلم والمعرفة في كهنوت آزتك. وأيضًا كان كيتزالكواتل أحد أهم الآلهة في مجموعة الآلهة الآزتكية، بالاشتراك مع تلالوك (Tlaloc)، وتيزكاتليبوكا (Tezcatlipoca)، وويتزيلوبوتشتلي(Huitzilopochtli).

## انظر ايضًا
- كويتزالكوتلس (Quetzalcoatlus)، تيروصور من العصر الكريتاسي المتأخر، وقد سُمي على اسم كيتزالكواتل.

## الملاحظات
1. ↑  The Nahuatl nouns compounded into the proper name "Quetzalcoatl" are: quetzalli, signifying principally "plumage", but also used to refer to the bird—Resplendent Quetzal—renowned for its colourful feathers, and cohuātl "snake". Some scholars have interpreted the name as having also a metaphorical meaning of "precious twin" since the word for plumage was also used metaphorically about precious things and cohuātl has an additional meaning of "twin"
2. ↑  "Teotihuacan: Introduction". Project Temple of Quetzalcoatl, Instituto Nacional de Antropología e Historia, Mexico/ ASU. 20 أغسطس 2001. مؤرشف من الأصل في 2012-06-07. اطلع عليه بتاريخ 2009-05-17.
3. ↑  Ringle et al. 1998
4. ↑  Nicholson 2001, Carrasco 1992, Gillespie 1989, Florescano 2002
5. ↑  Lafaye 1987, Townsend 2003, Martínez 1980, Phelan 1970
6. ↑  Smith 2001:213